# Campionati europei di ciclocross 2005
I Campionati europei di ciclocross 2005, terza edizione della competizione, si disputarono a Pontchâteau, in Francia, il 6 novembre 2005.

## Eventi
Domenica 6 novembre
- Uomini Juniors, 18,9 km
- Donne, 16,25 km
- Uomini Under-23, 24,2 km

## Medagliere
| Pos.   | Nazione     | Oro | Argento | Bronzo | Totale |
| ------ | ----------- | --- | ------- | ------ | ------ |
| 1      | Belgio      | 1   | 1       | 1      | 3      |
| 2      | Paesi Bassi | 1   | 1       | 0      | 2      |
| 3      | Slovacchia  | 1   | 0       | 0      | 1      |
| 4      | Francia     | 0   | 1       | 0      | 1      |
| 5      | Rep. Ceca   | 0   | 0       | 1      | 1      |
| 5      | Germania    | 0   | 0       | 1      | 1      |
| Totale | Totale      | 3   | 3       | 3      | 9      |

## Sommario degli eventi
| Eventi            | Oro                       | Tempo  | Argento                          | Tempo   | Bronzo                     | Tempo |
| Uomini            |                           |        |                                  |         |                            |       |
| Under-23 dettagli | Niels Albert Belgio       | 49'00" | Jan Soetens Belgio               | a 8"    | Zdeněk Štybar Rep. Ceca    | a 9"  |
| Junior dettagli   | Robert Gavenda Slovacchia | 40'02" | Yannick Martinez Francia         | a 5"    | Dries Govaerts Belgio      | a 8"  |
| Donne             |                           |        |                                  |         |                            |       |
| Elite dettagli    | Marianne Vos Paesi Bassi  | 37'48" | Daphny van den Brand Paesi Bassi | a 1'17" | Hanka Kupfernagel Germania | a 1"  |